# Pelina cupreofasciata
Pelina cupreofasciata är en tvåvingeart som beskrevs av Giordani Sokia 1956. Pelina cupreofasciata ingår i släktet Pelina och familjen vattenflugor. Inga underarter finns listade i Catalogue of Life.